# Châtel-Montagne
 Châtel-Montagne  là một xã ở tỉnh Allier thuộc miền trung nước Pháp.